# Пісні про кохання
Пісня про кохання - це пісня про романтичне кохання, закохування, розбите серце після розриву стосунків, та почуття які вони приносять.
Пісні про кохання трапляються в багатьох музичних жанрах.

## Історія

### Відродження
Франческо Петрарка проспівав своїй коханій Лаурі 366 поезій, зібраних у "Канцоньєре". До чих поем писали музику серед інших, Клаудіо Монтеверді, Орландо ді Лассо та Гійом Дюфаї.